# همستر ترکیه‌ای
 همستر ترکیه‌ای (نام علمی: Mesocricetus brandti) نام یک گونه از زیرخانواده همستر است.